# Чанацька криза
Чана́цька кри́за (тур. Çanakkale Krizi), іноді Чана́цький інциде́нт — загроза війни між Сполученим Королівством та урядом Великих національних зборів у Туреччині у вересні 1922 року. Назва кризи походить від Чанаккале, міста на анатолійському боці протоки Дарданелли. Криза була спричинена спробами Туреччини витіснити грецьку армію з Туреччини та відновити турецький контроль над на окупованих союзниками територіях, насамперед у Константинополі (нині Стамбул) та Східній Фракії. Турецькі війська рушили на британські і французькі позиції у нейтральній зоні Дарданелл. Деякий час війна між Британією та Туреччиною здавалася цілком можливою, але Канада відмовилася від участі у можливих бойових діях, так само як і Франція та Італія. Британська громадська думка не бажала війни. Британські військові також хотіли уникнути конфлікту, а старший командувач на місці сер Чарльз Гарінгтон відмовився передати ультиматум туркам, оскільки розраховував на врегулювання шляхом переговорів. Консерватори в британському коаліційному уряді відмовилися підтримати ліберального прем'єр-міністра Девіда Ллойд Джорджа, який разом з Вінстоном Черчіллем закликав до війни.
Криза швидко закінчилася, коли Туреччина, перемігши греків, погодилася на врегулювання шляхом переговорів, яке дало їй територію, яку вона бажала. Необережна політика Ллойд Джорджа під час кризи сприяло його падінню через засідання Карлтонського клубу. Криза загострила питання про те, хто ухвалив рішення про війну для Британської імперії, і була першою заявою Канади про дипломатичну незалежність від Лондона. Історик Роберт Блейк каже, що інцидент у Чанаккале призвів до визначення Артура Бальфура Британії та домініонів як «автономних співтовариств у Британській імперії, рівних за статусом, жодним чином не підпорядкованих одна одній у жодному аспекті внутрішніх чи внутрішніх справ, хоча об'єднані спільною вірністю Короні та вільно асоційовані як члени Британської Співдружності Націй». У 1931 році парламент Великої Британії ввів формулу Бальфура в закон через Вестмінстерський статут 1931 року.

## Події
Турецькі війська після перемоги над грецькими військами 9 вересня відбили Ізмір (Смірну) і рушили у наступ на Константинополь, який був оголошений нейтральною зоною. 10 вересня військове відомство почало висловлювати занепокоєння щодо спроможності грецької армії та закликало британців відступити до Галліполі, але Харінгтон відхилив цю пораду, оскільки вважав, що такий напад малоймовірний і що невеликі сили можуть бути ефективним засобом стримування. В інтерв'ю, опублікованому Daily Mail 15 вересня 1922 року, лідер турецького національного руху Мустафа Кемаль (пізніше Ататюрк) заявив, що «наші вимоги після нашої недавньої перемоги залишаються такими ж, як і раніше. Ми просимо Малу Азію, Фракію аж до річки Мариція та Константинополь … Ми повинні мати нашу столицю, і в такому разі я буду змушений рушити на Константинополь зі своєю армією, що займе лише кілька днів. Я віддаю перевагу отримати ці володіння шляхом переговорів, хоча, природно, я не можу чекати нескінченно». Британський кабінет міністрів зібрався в той же день і вирішив, що британські війська повинні зберегти свої позиції. Наступного дня, за відсутності міністра закордонних справ лорда Керзона, деякі міністри кабінету видали комюніке, в якому погрожували Туреччині оголошенням війни Британії та домініонам на тій підставі, що Туреччина порушила Севрський договір . 18 вересня, повернувшись до Лондона, Керзон зазначив, що це призведе до обурення прем'єр-міністра Франції Раймона Пуанкаре, і вирушив до Парижа, щоб спробувати згладити ситуацію. Пуанкаре, однак, уже наказав відступити французькому контингенту в Чанаккале, але переконав турків поважати нейтральну зону. Керзон прибув до Парижа 20 вересня і після кількох напружених зустрічей з Пуанкаре досяг угоди про перемир'я з турками.
Тим часом турецьке населення, яке проживало в Константинополі, організовувалося для можливого наступу кемалістських військ на місто. Наприклад, Ернест Хемінгуей, який у той час писав для The Toronto Daily Star як військовий кореспондент, написав про конкретний випадок «Іншої ночі есмінець … зупинив човен, повний турецьких жінок, які переправлялися з Малої Азії… Після обшуку їх на предмет виявлення зброї виявилося що всі жінки насправді є чоловіками. Всі вони були озброєні та, як потім було доведено, офіцерами-кемалістами, яких послали організувати турецьке населення у передмістях для атаки на Константинополь»: У британській політиці Ллойд Джордж, Вінстон Черчилль і консерватори лорд Беркенхед і Остін Чемберлен мали прогрецькі погляди і прагнули війни, всі інші консерватори — учасники коаліції в його уряді скоріш мали протурецькі погляди і відкидали війну. Ллойд Джорджа за таких умов уже не міг зберігати роль глави коаліції. Кабінет Ллойд Джорджа перебував під впливом фальшивих даних, зокрема про те, що Туреччина укладе військову угоду з радянською Росією. Хоча МІ-6 повідомляла, що відносини Туреччини та Радянської Росії вже погіршились, Кабінет продовжував висловлювати занепокоєння щодо втручання радянських ВМС. Черчилль опублікував провоєнний маніфест із попередженням про масовий турецький наступ на Європу, який фактично скасує результати війни, що викликало широку критику та збентежило британський уряд. Міністерство закордонних справ, імперський генеральний штаб і навіть Верховний головнокомандувач союзними силами Фердинанд Фош застерігали Ллойда Джорджа від підтримки греків, але він проігнорував їх. Крім того, британська громадськість була стурбована ситуацією з Чанаккале і можливістю знову розпочати війну. Це ще більше підірвало Ллойд Джорджа тим, що він не повністю проконсультувався з прем'єр-міністрами Домініону.
На відміну від 1914 року і початку Перша світової війни, Канада не вважала автоматично себе активним учасником конфлікту. Натомість прем'єр-міністр Маккензі Кінг наполягав на тому, що парламент Канади має ухвалити рішення щодо подальших дій країни. Кінг був ображений телеграмою, яку він отримав від Черчилля з проханням до Канади надіслати війська до Чанака для підтримки Британії, і надіслав телеграму, написану мовою канадських націоналістів, заявляючи, що Канада не буде автоматично підтримувати Британію, якщо вона розпочне війну з Британією. Туреччина. Інші прем'єр-міністри домініонів — за винятком Ньюфаундленду та Нової Зеландії, кожен з яких запропонував батальйон не надали підтримки, так само як і Югославія, Італія та Румунія.
23 вересня британський кабінет вирішив віддати туркам Східну Фракію, змусивши греків залишити її без бою. Це переконало Кемаля прийняти початок переговорів про перемир'я, і 28 вересня він повідомив британцям, що наказав своїм військам уникати будь-яких інцидентів у Чанаккале, призначив Муданью місцем проведення мирних переговорів. Сторони зустрілися там 3 жовтня і погодилися з умовами Муданійського перемир'я 11 жовтня, за дві години до запланованого початку атаки британських військ.

## Наслідки
Помилки Ллойд Джорджа призвели до скликання зборів депутатів-консерваторів у Карлтон-клубі 19 жовтня 1922 року, на якому було підтримано пропозицію про те, що Консервативна партія повинна брати участь у наступних загальних виборах як незалежна партія. Це рішення мало жахливі наслідки для Ллойд Джорджа, оскільки Консервативна партія становила переважну більшість післявоєнної коаліції 1918—1922 років. Справді, вона могла б сформувати уряд більшості, якби не коаліція.
Ллойд Джордж також втратив підтримку впливового лорда Керзона, який вважав, що прем'єр-міністр діяв за його спиною. Після рішення Карлтонського клубу депутати проголосували 185 проти 85 за припинення коаліції. Ллойд Джордж пішов у відставку з посади прем'єр-міністра і вже ніколи не посідав міністерських посад. Консерватори під керівництвом повернутого лідера партії Бонара Лоу згодом перемогли на загальних виборах 1922 року, забезпечивши собі більшість.
Британські та французькі війська були остаточно виведені з нейтральної зони влітку 1923 року після ратифікації Лозаннського договору.
Чанацька криза створила фундаментальний виклик припущення про те, що домініони автоматично слідуватимуть за Британією, якщо вона оголосить війну. Криза змінила відносини між домініонами та Лондоном, прокладаючи шлях до Вестмінстерського статуту 1931 року, який прямо проголосив, що домініони мають право оголошувати війну.